# Браян Марсден
Браян Джеффрі Марсден (англ. Brian Geoffrey Marsden; 5 серпня 1937 — 18 листопада 2010) — американський астроном.
Родився в Кембриджі (Англія). У 1959 році закінчив Оксфордський університет. У 1959—1965 роках працював в обсерваторії Єльського університету, з 1965року — в Смітсонівській астрофізичній обсерваторії, одночасно з 1966 року — в обсерваторії Гарвардського коледжу. У наш час[коли?] Гарвардська і Смітсонівська обсерваторії об'єднані в Гарвардсько-Смітсонівський центр астрофізики. З 1968 року — також директор Центрального бюро астрономічних телеграм, з 1978 року — також директор Центру малих планет.
Основні наукові роботи присвячені небесній механіці і астрометрії. Першим в широких масштабах застосував сучасні чисельні методи до досліджень кометних орбіт, що призвело до значного підвищення точності в передобчислюванні появ короткоперіодичних комет і до перевідкриття ряду загублених комет. Провів перші систематичні і масові дослідження негравітаційних сил, що діють на комети, і використав отримані результати для вивчення фізичної природи комет, Здійснив найповніше дослідження хмари Оорта і розподілу великих півосей орбіт довгоперіодичних комет. Є ініціатором створення і автором періодично видаваного каталогу кометних орбіт, що містить відомості про всі комети та їхні появи. Вийшло у світ чотири видання цього каталогу — в 1972, 1975, 1978, 1982; в кожному з них він особисто переобчислив з високим ступенем точності значне число кометних орбіт. Використав сучасні методи для дослідження руху малих планет, що призвело до перевідкриття загубленої малої планети Аполлон і низки астероїдів такого типу, а також інших загублених об'єктів.
Президент Комісії N 20 «Положення та утворення малих планет, комет і супутників» Міжнародного астрономічного союзу (1976—1979).
Медалі ім. Мерліна (1965), ім. В. Гудейкра (1979) Британської астрономічної асоціації.
На його честь названий астероїд 1877 Marsden.